# Expressway 104 (Südkorea)
Der Expressway 104  (kor. 남해고속도로제2지선) ist eine Schnellstraße in Südkorea. Die Autobahn ist ein Abzweig des Expressway 10 und eine Zufahrtsstraße in den Südteil der Stadt Busan, der zweitgrößten Stadt Südkoreas. Die Autobahn ist 21 Kilometer lang.

## Straßenbeschreibung
Zwischen Changwon und Gimhae beginnt der Expressway 104 am Expressway 10 und biegt dann leicht nach Süden ab. Die Autobahn hat hier 2 × 2 Fahrspuren und führt durch einen neueren Vorort von Busan. Die Autobahn verläuft entlang der Kante des ersten Nakdongdeltas und führt dann über eine Reihe von Brücken. Die Autobahn passiert den Flughafen Gimhae bei Busan. Die Autobahn kreuzt den Nakdong mehrmals auf den Weg nach Busan. In Busan endet der Expressway 104 auf der Stadtschnellstraße 22, die dann als Stadtautobahn nach Busan führt.

## Geschichte
Am 22. Mai 1978 begann der Bau der Autobahn und am 4. September 1981 würde die Autobahn für den Verkehr freigegeben. Die Autobahn war damals ein Teil des Expressway 10. Im Jahr 2001 wurde die Autobahn in Expressway 104 umbenannt, nachdem im Jahr 1996 der Expressway 10 auf einer neuen nördlichen Route um Busan herumgeführt wurde.

## Eröffnungsdaten der Autobahn
| von        | nach   | Länge | Datum      |
| ---------- | ------ | ----- | ---------- |
| Naengjeong | Sasang | 21 km | 04.09.1981 |

## Verkehrsaufkommen
Im Jahr 2008 waren bei Naengjeong ca. 62.000 Fahrzeuge täglich, bei Jangyu ca. 71.000 Fahrzeuge und bei Garak ca. 78.000 Fahrzeuge täglich unterwegs.

## Ausbau der Fahrbahnen
| von        | nach   | Länge | Fahrspuren                                  |
| ---------- | ------ | ----- | ------------------------------------------- |
| Naengjeong | Sasang | 21 km | 2 × 2 (in Bau 2 × 3 bzw. 2 × 4 bis 12.2013) |

Zwischen Dezember 2008 und Dezember 2013 wird die Autobahn auf 2 × 3 und 2 × 4 Fahrspuren im Westen von Busan erweitert, um die neuen Vororte besser mit der Stadt zu verbinden.